# Concert: The Cure Live
Concert: The Cure Live is het eerst livealbum van de Engelse rockband The Cure. Het album werd in 1984 live opgenomen tijdens concerten in de Hammersmith Odeon in Londen en Oxford. Op de cassetteversie van dit album stond op de B-kant een tweede album met verschillende ongewone, afwijkende nummers getiteld Curiosity (Killing the Cat).

## Nummers
Alle nummers zijn geschreven door Robert Smith, Simon Gallup en Laurence Tolhurst tenzij anders aangegeven.
1. "Shake Dog Shake" (Smith)
2. "Primary"
3. "Charlotte Sometimes"
4. "The Hanging Garden"
5. "Give Me It" (Smith)
6. "The Walk" (Smith, Tolhurst)
7. "One Hundred Years"
8. "A Forest" (Smith, Matthieu Hartley, Gallup, Tolhurst)
9. "10:15 Saturday Night" (Smith, Michael Dempsey, Tolhurst)
10. "Killing an Arab" (Smith, Dempsey, Tolhurst)

## Curiosity (Killing the Cat)
Op de B-kant van de cassetteversie stond een tweede album met rariteiten-nummers getiteld Curiosity (Killing the Cat). De nummers werden opgenomen tussen 1977 en 1984.
1. "Heroin Face" (staat nu op de tweede cd van het geremasterde album Three Imaginary Boys)
2. "Boys Don't Cry" (staat nu op de tweede cd van het geremasterde album Three Imaginary Boys)
3. "Subway Song" (staat nu op de tweede cd van het geremasterde album Three Imaginary Boys)
4. "At Night" (staat nu op de tweede cd van het geremasterde album Seventeen Seconds)
5. "In Your House" (staat nu op de tweede cd van het geremasterde album Seventeen Seconds)
6. "The Drowning Man" (staat nu op de tweede cd van het geremasterde album Faith)
7. "Other Voices" (staat nu op de tweede cd van het geremasterde album Faith)
8. "The Funeral Party" (staat nu op de tweede cd van het geremasterde album Faith)
9. "All Mine" (staat nu op de tweede cd van het geremasterde album Pornography)
10. "Forever" (staat nu op de tweede cd van het geremasterde album The Top)

## Muzikanten
- Robert Smith - zang, gitaar
- Porl Thompson - gitaar, saxofoon, keyboards
- Andy Anderson - drums
- Phil Thornalley - basgitaar
- Lol Tolhurst - keyboards